# أولاد عبد الله الحصارة (أولاد امطاعية)
أولاد عبد الله الحصارة هو دُوَّار يقع بجماعة سكورة الحدرة، إقليم الرحامنة، جهة مراكش آسفي في المملكة المغربية. ينتمي الدوّار لمشيخة أولاد امطاعية التي تضم 10 دواوير. يقدر عدد سكانه بـ 573 نسمة حسب الإحصاء الرسمي للسكان والسكنى لسنة 2004.

## روابط خارجية
- البوابة الوطنية للجماعات الترابية
- المندوبية السامية للتخطيط